# Председатель Совета экспертов
Председатель Совета экспертов (перс. رئیسان مجلس خبرگان رهبری‎) — вторая высшая государственная должность Исламской Республики Иран. Председатель возглавляет Совет экспертов — орган, отвечающий за назначение Высшего руководителя, контролирование исполнения им своих обязанностей, а также отстранение в случае неудовлетворительной работы.

## История
После осуществления исламской революции 1979 года, членам Учредительного собрания была поручена разработка новой конституции Ирана. Дебаты по поводу этого органа, в конечном счете привели не к увеличения количества представителей по всей стране, а к образованию небольшой экспертной группы — Совета экспертов. Выборы прошли 3 августа, а первое заседание 73 экспертов, из которых 55 были представителями духовенства, состоялось 18 августа, и тогда же первым председателем совета был избран Хосейн-Али Монтазери. Когда стало ясно, что проект конституции закрепит господство духовенства в государстве, в октябре премьер-министр Мехди Базарган попытался убедить аятоллу Рухоллу Мусави Хомейни распустить Совет экспертов, но он отказался. Последнее заседание прошло 15 ноября под председательством Мохаммада Бехешти, и первый состав Совета был распущен после ратифицирования конституции на референдуме 3 декабря 1979 года.
Совет экспертов в своём нынешнем виде был создан в 1982 году в соответствии со 108-й статьей Конституции и начал работу в 1983 году. 14 июля того же года, Али Акбар Мешкини был избран председателем Совета. После внезапной смерти аятоллы Хомейни 3 июня 1989 года, 4 июня члены Совета избрали Али Хаменеи в качестве нового высшего руководителя. Али Мешкини переизбирался в 1991 и 1999 году.
После смерти Али Мешкини 30 июля 2007 года, заместитель председателя Али Акбар Хашеми Рафсанджани стал исполняющим обязанности. 4 сентября Рафсанджани был избран председателем, так как за него проголосовали 41 из 86 членов Совета. 10 марта 2009 года он был переизбран, получив 51 голос.
8 марта 2011 года новым председателем был избран Мохаммад-Реза Махдави Кани — за него было подано 63 голоса, в то время как Расфанджани снял свою кандидатуру. 5 марта 2013 года Махдави Кани был переизбран ещё на два года 64 голосами.
После смерти Махдави Кани 21 октября 2014 года, исполняющим обязанности председателя стал заместитель председателя Совета Махмуд Хашеми-Шахруди. 10 марта 2015 года члены Совета экспертов на 17-м заседании 43 голосами из 73-х избрали своим Председателем аятоллу Мохаммада Язди. Его соперник Рафсанджани набрал 24 голоса, а два оставшихся бюллетеня были признаны недействительными. Язди является представителем консервативного клерикализма и продержится на новой должности до новых выборов членов Совета.
По итогам состоявшихся в феврале 2016 года выборах в Совет экспертов, его председатель Язди не вошёл в число 16 экспертов, получивших достаточное количество голосов для избрания в 5-й состав Совета экспертов от остана Тегеран. Примечательно, что накануне выборов Язди высказался против налаживания двусторонних отношений с США, а после выборов многие западные СМИ расценивали его проигрыш как успех реформистского крыла в Совете экспертов. Поздравляя новоизбранных экспертов, в своей речи Язди выступил за мирные, но умеренные отношения с другими странами, продолжая настаивать на ведении о борьбы с «Большим сатаной».
24 мая 2016 года новым председателем Совета экспертов на следующие два года был избран аятолла Ахмад Джаннати, заручившийся поддержкой 51 из 86 экспертов и фактически положивший этим конец февральским завоеваниям реформаторов. Он считается консерватором и открыто критикует президента страны Хасана Рухани за восстановление отношений с США.

## Председатели Совета экспертов
| №                    | Имя                           | Фото | Начало                              | Конец                |
| -------------------- | ----------------------------- | ---- | ----------------------------------- | -------------------- |
| 1                    | Хосейн-Али Монтазери          |      | 18 августа 1979                     | 1 ноября 1979        |
| 2                    | Мохаммад Бехешти              |      | 1 ноября 1979                       | 15 ноября 1979       |
| Должность упразднена |                               |      |                                     |                      |
| 3                    | Али Акбар Мешкини             |      | 14 июля 1983                        | 30 июля 2007         |
| 4                    | Али Акбар Хашеми Рафсанджани  |      | 30 июля 2007 (и.о.) 4 сентября 2007 | 8 марта 2011         |
| 5                    | Мохаммад-Реза Махдави Кани    |      | 8 марта 2011                        | 21 октября 2014      |
| 6                    | Махмуд Хашеми-Шахруди         |      | 21 октября 2014                     | 10 марта 2015 (и.о.) |
| 7                    | Мохаммад Язди                 |      | 10 марта 2015                       | 24 мая 2016          |
| 8                    | Ахмад Джаннати                |      | 24 мая 2016                         | 21 мая 2024          |
| 9                    | Мохаммад Али Мовахеди Кермани |      | 21 мая 2024                         | н.в.                 |